# Joseph M. Carey
Joseph M. Carey (Milton, 1845. január 19. – Cheyenne, 1924. február 5.) az Amerikai Egyesült Államok szenátora (Wyoming, 1890–1895).